# Bíkánér
Bíkánér (hindi nyelven: बीकानेर, angolul: Bikaner) város India ÉNy-i részén, Rádzsasztán szövetségi államban. Lakossága 648 ezer fő volt 2011-ben.
A várost 1488-ban alapították egy lapos, kopár, sivatagos területen. A 16. század vége felé emelt Dzsunágarh erőd palotáknak, templomoknak és páratlan szépségű pavilonoknak ad otthont. A 3 km-rel északabbra található Lálgarh-palota a jelenlegi uralkodó rezidenciája. Bíkánér fallal körülvett óvárosa kanyargós, homokos utcák útvesztője. Többet omladozó dzsaina templom szegélyez. 

## Galéria

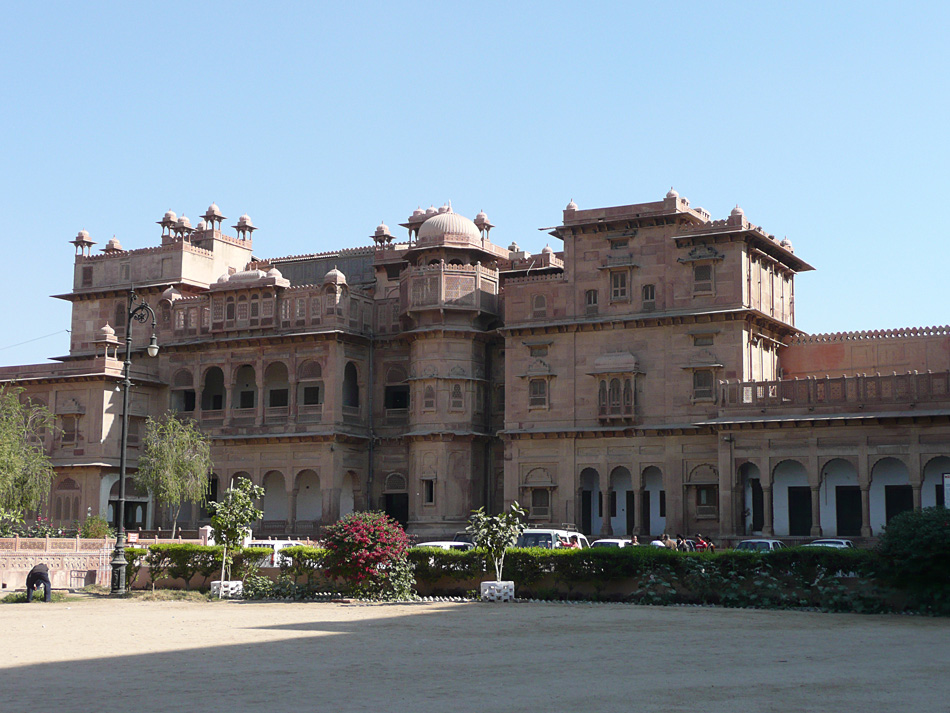
Dzsunágarh erődjének egy része
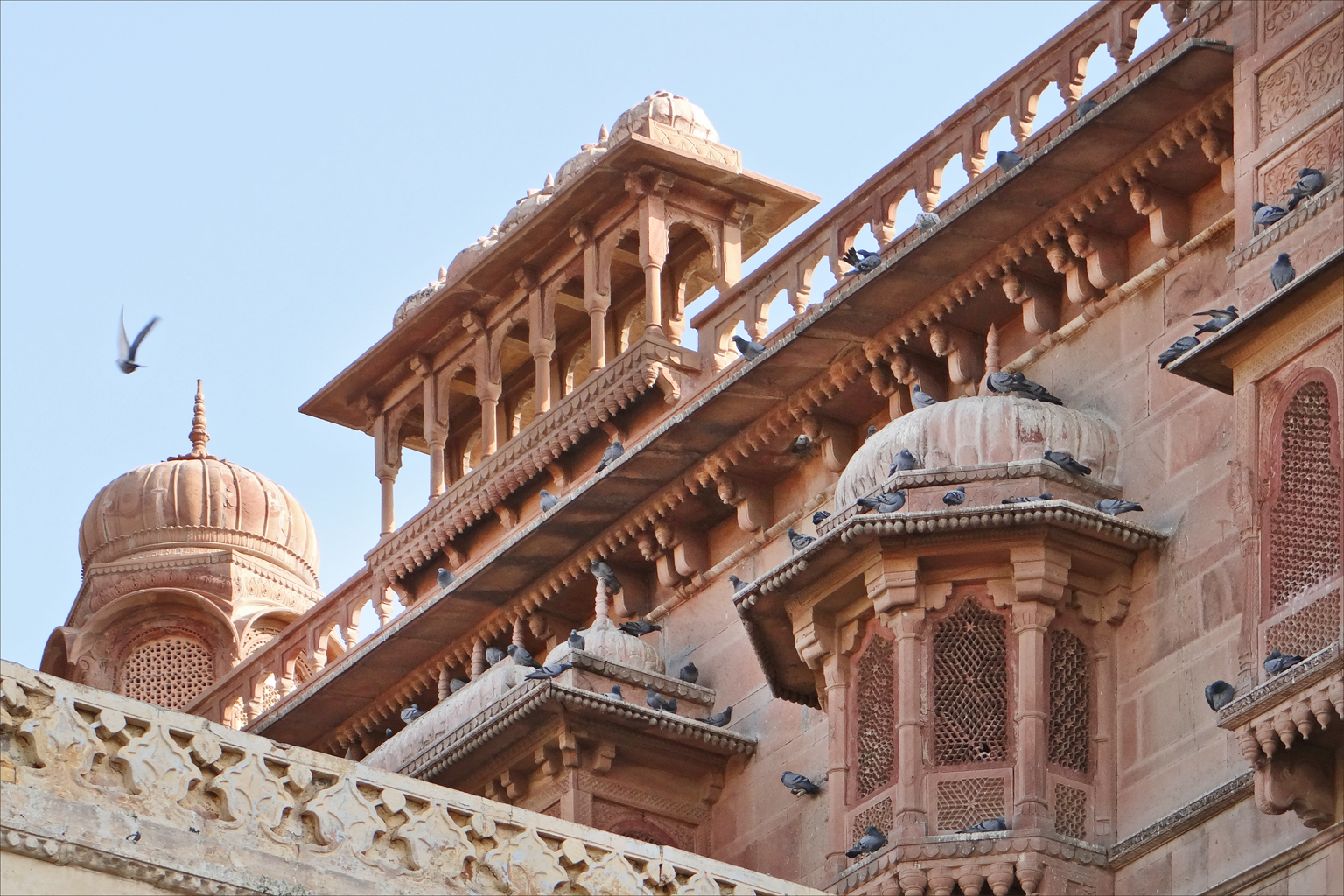
Dzsunágarh-erőd
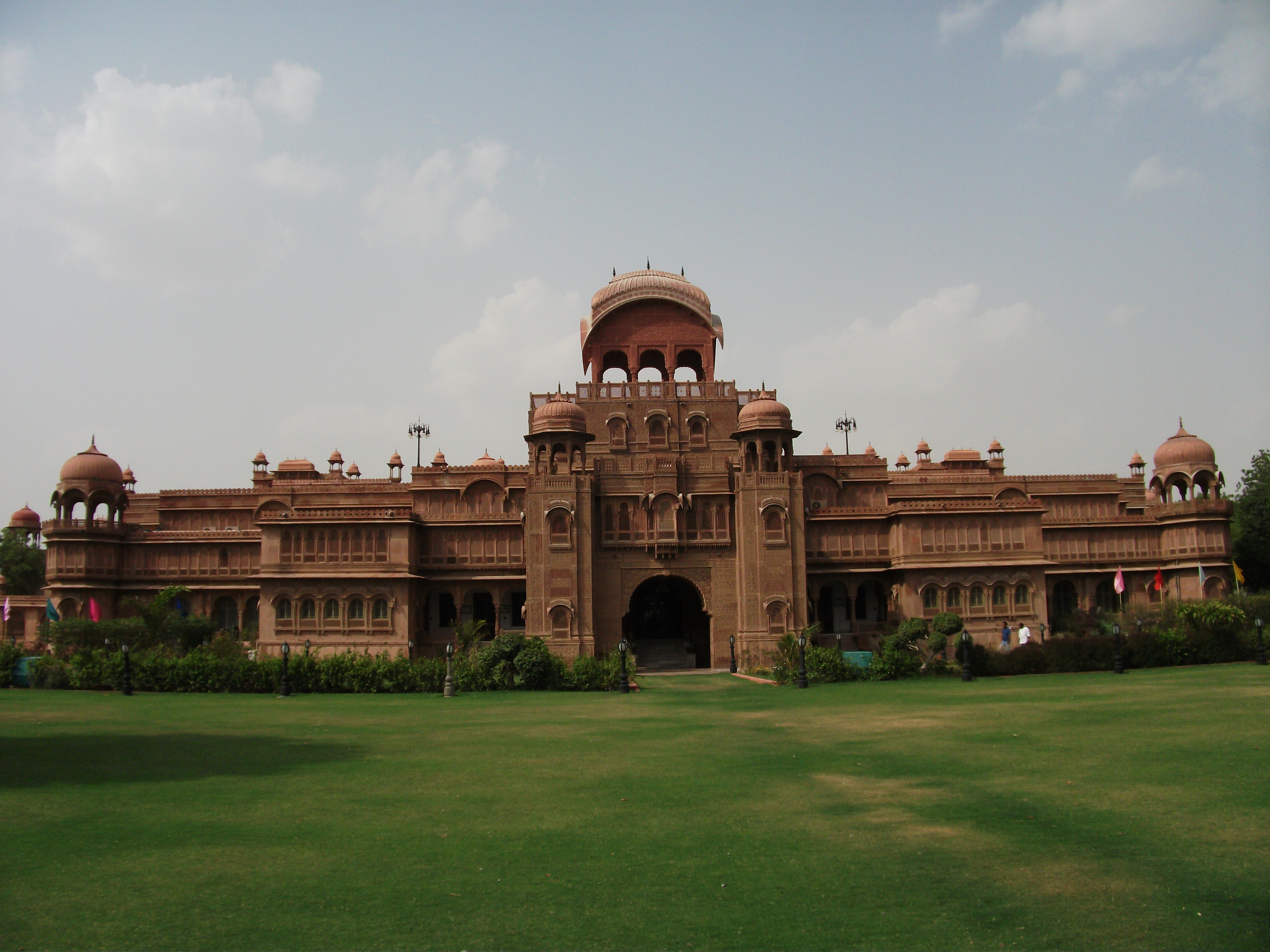
Laxmi Niwas-palota
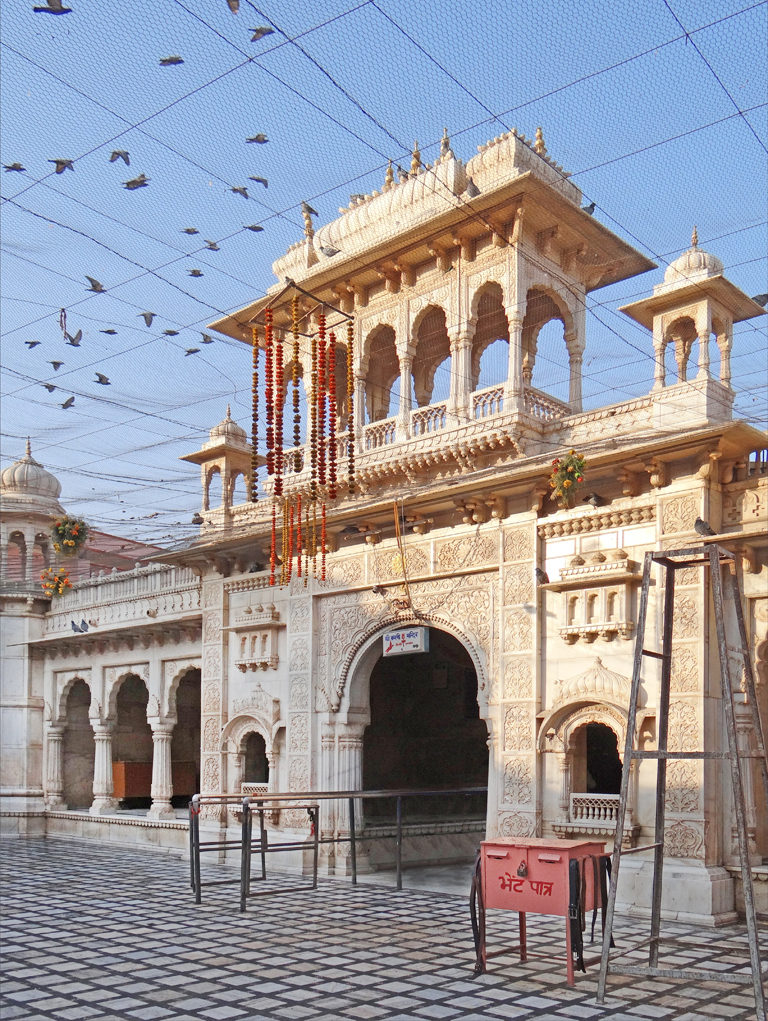
Karni Mata templom udvara

## Fordítás
- Ez a szócikk részben vagy egészben  a   Bikaner című angol Wikipédia-szócikk fordításán alapul.  Az eredeti cikk szerkesztőit annak laptörténete sorolja fel. Ez a jelzés csupán a megfogalmazás eredetét és a szerzői jogokat jelzi, nem szolgál a cikkben szereplő információk forrásmegjelöléseként.
- Ez a szócikk részben vagy egészben  a   Bikaner című német Wikipédia-szócikk fordításán alapul.  Az eredeti cikk szerkesztőit annak laptörténete sorolja fel. Ez a jelzés csupán a megfogalmazás eredetét és a szerzői jogokat jelzi, nem szolgál a cikkben szereplő információk forrásmegjelöléseként.